# Prelazia Territorial de Pompeia
A Prelazia Territorial de Pompeia ou da Bem Aventurada Virgem Maria do Santíssimo Rosário (Praelatura Territorialis Pompeian Seu Beatissimae Virginis Mariae para Sanctissimo Rosario) é uma circunscrição eclesiástica da Igreja Católica em Pompeia, localizada na província de Nápoles, região italiana da Campânia. Abrange parte da comuna de Pompeia, que abriga o sítio histórico da homônima cidade romana destruída pela erupção do vulcão Vesúvio em 79 d.C. Foi erigida em 20 de março de 1926, pelo Papa Pio XI e é sufragânea da Arquidiocese de Nápoles. Seu atual prelado é Tommaso Caputo que governa a prelazia desde 2012 e sua sé episcopal é a Pontifícia Basílica e Santuário de Nossa Senhora do Rosário de Pompeia.
Possui 5 paróquias assistidas por 47 sacerdotes e cerca de 96,4% da população jurisdicionada é batizada..

## História
Em 1872, o advogado e leigo dominicano Bartolo Longo viajou ao Vale de Pompeia, onde a Condessa Marianna de Fasco, sua empregadora e futura esposa, possuía terras. A condessa era viúva e Longo era o responsável por administrar seus bens. No local, os habitantes estavam afastados de qualquer experiência espiritual e em declínio moral; a paróquia local se encontrava em estado de abandono. Segunda a tradição, Bartolo, ao caminhar por aquelas terras foi instruído por uma misteriosa voz a propagar a devoção ao rosário. Ele se tornou catequista e passou a evangelizar os habitantes de Pompeia. Em dezembro de 1875, obteve uma imagem de Nossa Senhora do Rosário que foi exposta, após restauros, em 13 de fevereiro de 1876. Incentivado pelo Bispo de Nola, o advogado se empenhou na construção de um novo templo em Pompeia. As obras se inciaram em maio do mesmo e terminaram em 1901. O santuário foi elevado a pontifícia basílica pelo Papa Leão XIII em 4 de maio de 1901.
Em 20 de março de 1926, o papa Pio XI criou a Prelazia da Bem Aventurada Virgem do Santíssimo Rosário através da bula Beatissimae Virginis Mariae. Em 8 de maio de 1935, com o decreto Praelatura nullius da Congregação Consistorial, os limites da prelatura foram definidos, com território originado da Dioceses de Nola e da Arquidiocese de Castellammare di Stabia. Seu nome foi alterado em 8 de maio de 1951, ganhando a forma atual.
A prelazia foi visitada pelos papas João Paulo II (em 21 de outubro de 1979 e 7 de outubro de 2003), Bento XVI (em 19 de outubro de 2008) e Francisco em (21 de março de 2015).
A basílica é o destino de diversas peregrinações religiosas. Por ano, é visitada por mais de quatro milhões de pessoas.

## Prelados
|                           | Nome                                | Período    | Notas                                                                               |
| Arcebispos                | Arcebispos                          | Arcebispos | Arcebispos                                                                          |
| ------------------------- | ----------------------------------- | ---------- | ----------------------------------------------------------------------------------- |
| 9º                        | Tommaso Caputo                      | 2012 -     | Atual                                                                               |
| 8º                        | Carlo Liberati                      | 2003-2012  | renunciou por atingir o limite de idade.                                            |
| 7º                        | Domenico Sorrentino                 | 2001-2003  | nomeado Secretário da Congregação para o Culto Divino e Disciplina dos Sacramentos. |
| 6º                        | Francesco Saverio Toppi, O.F.M.Cap. | 1990-2001  | renunciou por atingir o limite de idade.                                            |
| 5º                        | Domenico Vacchiano                  | 1978-1990  | renunciou por atingir o limite de idade.                                            |
| 4º                        | Aurelio Lady                        | 1957-1977  | renunciou por atingir o limite de idade.                                            |
| 3º                        | Roberto Ronca                       | 1948-1955  | renunciou.                                                                          |
| 2º                        | Antonio Anastasio Rossi             | 1927-1948  | faleceu.                                                                            |
| 1º                        | Carlo Cremonesi                     | 1926-1927  | renunciou.                                                                          |
| Bispo-auxiliar            |                                     |            |                                                                                     |
|                           | Vincenzo Celli                      | 1927-1951  |                                                                                     |
| Administrador apostólico. |                                     |            |                                                                                     |
|                           | Giovanni Foschini                   | 1955-1957  |                                                                                     |

## Paróquias
A Prelazia é formada pelas seguintes paróquias:
- Parrochia Sanctissimo Salvatore (Santíssimo Salvador);
- Parrochia Santa Maria Assunta in Cielo (Santa Maria Assunta ao Céu);
- Parrochia Maria Sanctissima Immacolata Concezione (Santíssima Imaculada Conceição de Maria);
- Parrochia Sacro Cuore di Gesù (Sagrado Coração de Jesus);
- Parrochia San Giuseppe Sposso della Beata Virgine Maria (São José Esposo da Bem Aventurada Virgem Maria).